# Björn Borg
Björn Rune Borg, conocido como Björn Borgⓘ ([bjœːɳ bɔrj]) (Estocolmo, 6 de junio de 1956) es un extenista sueco que compitió entre 1973 y 1981, logrando vencer en 96 torneos (66 del circuito ATP), contando entre ellos 11 títulos de Grand Slam: 5 consecutivos en Wimbledon y 6 en Roland Garros, así como 2 ATP World Tour Finals o Masters de fin de año antes de retirarse con tan sólo 26 años de edad.
Es considerado como uno de los mejores tenistas masculinos de la historia del tenis. Fue la primera súper estrella del tenis (“the games first superstar”) y el jugador que revolucionó totalmente este deporte tanto con su forma de juego, que se impuso hasta hoy día, como con el interés mediático y publicitario que despertó en un deporte que hasta entonces no era de masas.
En 2014, una encuesta del diario "Dagens Nyheteher" lo señaló como el mejor deportista sueco de la historia por delante del futbolista Zlatan Ibrahimović y del gran esquiador Ingemar Stenmark (contemporáneo suyo y uno de los mejores esquiadores de la historia, ganador de 86 carreras y tres títulos absolutos de Copa del Mundo), entre otros.
Con sus 11 títulos de Grand Slam (16 finales de GS disputadas, incluyendo las 11 ganadas, lo que arroja un increíble porcentaje de 11 GS ganados de 27 jugados, un 40,7 %, con un 89,2 % 141-17 de partidos de Grand Slam ganados) en tan solo 9 años de carrera (se retiró a los 26 años), se ubica cuarto y quinto en los respectivos historiales de la Era Open y total atendiendo al número de títulos de Grand Slam. Es de reseñar que ganó sus 11 títulos (el título número 11 fue en Roland Garros 1981) con tan solo 24 años.
Fue campeón del Torneo de Roland Garros en seis ocasiones, cuatro de ellas consecutivas, en los años 1974, 1975, 1978, 1979, 1980 y 1981, y ganó en Wimbledon cinco títulos consecutivos, en 1976, 1977, 1978, 1979 y 1980, cayendo en la final del que hubiera sido su sexto título consecutivo en 1981 (mantiene vigente el récord del porcentaje más alto de partidos ganados en Wimbledon con un 92,7 % 51-4). Ambas marcas fueron récords que parecían inalcanzables y que se mantuvieron durante años hasta ser batidas por Rafael Nadal y Roger Federer respectivamente.
También fue finalista de cuatro ediciones del Abierto de Estados Unidos, en 1976, 1978, 1980 y 1981, participando tan solo una única vez en el Abierto de Australia, donde llegó a octavos de final en 1973, con 17 años de edad (en esos años los grandes jugadores no solían participar debido a las fechas y al largo viaje y baja dotación en premios en la época).
Fue el jugador más joven en debutar en Copa Davis y el campeón más joven de Roland Garros (superado en juventud luego por tan sólo unos días por Mats Wilander en 1982 y por Michael Chang en 1989) y de Wimbledon (superado en ese aspecto en 1985 por Boris Becker).
Por su parte, en sus tan solo 9 años de carrera, obtuvo 15 títulos Grand Prix Súper Series (lo que hoy denominamos Masters 1000), lo que lo coloca octavo en el historial en número de victorias. Ganó el Masters Grand Prix, torneo que reunía a los 8 mejores jugadores de cada año (actuales ATP Year End Finals), de 1979 y 1980, disputando la final en dos ocasiones más, así como la final del circuito WCT (WCT Year End Championships) de 1976, disputando también las finales de 1974, 1975 y 1979, acumulando un total de diez torneos final de temporada disputados.
Ganó un total de 66 torneos del circuito ATP durante su carrera, incluyendo los 11 de Grand Slam, tres Masters de finales de temporada, 15 torneos Grand Prix Súper Series (los actuales Masters 1000), 17 torneos Grand Prix Regular Series (los actuales Masters 500) y 18 medianos (los actuales Masters 250) así como numerosos torneos del entonces existente circuito WCT, propiedad del millonario del petróleo tejano Lamar Hunt (hasta 1978, el WCT y el Grand Prix eran dos circuitos paralelos, quedando integrados, a efectos de puntos, a partir de ese año bajo el nombre de Grand Prix, si bien los torneos WCT seguían llevando esa denominación. En 1989 el Grand Prix se pasó a llamar ATP Tour, nombre que mantiene hasta el presente).
Llegó a 24 finales ATP más y venció, además, en otros 33 torneos individuales más fuera del circuito ATP usuales en la época (WTC, invitacionales, etc.).
Por otra parte, ganó una cifra récord de 45 partidos de Copa Davis con el equipo de Suecia, obteniendo el título en 1975, liderando hacia el triunfo a su equipo con 19 años para ser el primer país diferente a USA, Australia, Gran Bretaña o Francia en ganarla desde sus inicios a principios de 1900 (había debutado en Copa Davis en 1972, con tan solo 15 años de edad).
Aún hoy día es poseedor de numerosos récords vigentes cosechados en su corta y meteórica carrera de tan solo 9 años como tenista profesional (se retiró de forma abrupta con tan solo 26 años, en su plenitud, en 1982) en la que exhibió un dominio abrumador en una de las épocas con rivales de más calidad e importancia histórica (Connors, McEnroe, Vilas, Nastase, Gerulaitis, Ashe, Tanner, Lendl, etc. contra los que tiene un head to head claramente favorable a excepción de McEnroe, con el que está empatado..
También fue un icono de estilo con su ropa, calzado y raquetas que se convirtieron en míticas, aún reverenciadas hoy día, su larga melena rubia con la cinta en el pelo y su actitud imperturbable, calmada, tranquila, concentrada y disciplinada. Fue el principal responsable de la entrada masiva (hasta entonces era un deporte en el que no lo había) de patrocinadores y publicidad al tenis al convertirse en una imagen publicitaria que trascendía el propio deporte y a que el tenis, con su presencia y la de otras personalidades rutilantes como las de Connors, McEnroe o Vilas cobró un interés mediático que hasta ese momento no había tenido.
Borg ocupó el puesto número 1 del ranking ATP en seis períodos diferentes entre 1977 y 1981, totalizando 109 semanas. Se ubicó primero en clasificación final de 1979 y 1980, segundo en 1976, 1978 y 1981, y tercero en 1974, 1975 y 1977. Fue nombrado "Tenista del Año" por la ATP en 1976, 1977, 1978, 1979 y 1980, y fue n.º 1 anual de "World Tennis" en 1978, 1979 y 1980.
Destaca entre sus numerosos logros el haber conquistado en el mismo año los torneos de Roland Garros y Wimbledon (el así denominado “Channel Slam”, haciendo referencia al canal de La Mancha), considerado como “el doblete más difícil de realizar en el tenis”, durante tres años consecutivos (1978, 1979 y 1980), un récord hasta la fecha sin superar. Más valor aún a este importante logro da el hecho de que la dificultad en cambiar de superficie en esa época era mayor que hoy en día (la tierra batida era mucho más lenta y la hierba muchísimo más rápida, con bote más bajo y deslizante) y el tiempo entre ambos torneos era de tan solo dos semanas, sin casi tiempo para adaptarse a condiciones tan radicalmente diferentes;
Para darle más valor todavía al dato anterior, ganó tanto Wimbledon como Roland Garros sin perder un solo set —en 1976 el primero y en 1978 y 1980 el segundo— lo que lo convierte en el único que ha ganado en ambos torneos con superficies tan dispares sin ceder un solo parcial en partidos del mejor de 5 sets.
Roger Federer ganó su primer gran torneo sin ceder sets en Australia 2007, repitiendo 10 años más tarde en Wimbledon 2017. Del mismo modo, Rafael Nadal superó el récord de Borg en Roland Garros 2020, ganando un torneo grande sin ceder sets por cuarta vez tras haberlo hecho en el mismo torneo en 2008, 2010 y 2017. Sin embargo, el mérito del sueco es haber ganado el torneo con menor cantidad de juegos perdidos (32) en Roland Garros 1978, mientras que Nadal cedió 35 en Roland Garros 2017.
Ken Rosewall e Ilie Năstase ya habían ganado torneos de Grand Slam sin ceder parciales. Sin embargo, cuando Rosewall ganó el Abierto de Australia 1971, los primeros cabezas de serie estaban exentos de jugar la primera fase. En el caso de Năstase en Roland Garros 1973, los partidos aún no eran al mejor 5 de sets hasta la tercera ronda.

## Biografía y carrera tenística
Borg pasó su infancia en su ciudad natal de Södertälje, donde el hockey sobre hielo era, como habitual entre todos los niños suecos, el deporte principal que practicaba. Su padre, jugador aficionado al tenis de mesa ganó una competición y uno de los posibles premios era una raqueta de tenis. Björn pidió que escogiese la raqueta,su padre decidió regalársela y desde aquel instante, con 8 años, el tenis se convirtió en su pasión, así empezó la historia de uno los más brillantes tenistas de la historia.
Admirador de Rod Laver, se sintió fascinado por la concentración y corrección en la pista de este jugador, por lo que decidió imitar su comportamiento dentro del campo, aunque en sus inicios tuvo serios problemas de comportamiento en la pista debido a sus incontrolables nervios y extrema competitividad, lo que provocó que lo sancionasen con seis meses sin poder jugar tras una serie de incidentes de mal comportamiento en la pista.
Ese hecho marcó su carácter e hizo que su marca de la casa a partir de entonces fuese un comportamiento absolutamente intachable, caballeroso e imperturbable, ocurriese lo que ocurriese, inducido por su mentor durante toda su carrera, el extenista y excapitán de Copa Davis Lennart Bergelin, aunque en su interior esos nervios siempre siguieron presentes de forma silenciada y oculta.
En 1972, Borg, con tan solo 15 años, se convirtió en el representante de Copa Davis más joven de la historia. En esa primera serie deslumbró a todos con una victoria en 5 sets sobre el neozelandés Onny Parun (número 9 del mundo y finalista del Abierto de Australia en 1973). Luego perdió el partido de dobles y ganó el partido de singles restante ante Jeff Simpson. Ese mismo año ganaría el torneo junior de Wimbledon, torneo en el que llegaría a cuartos de final del cuadro absoluto el año siguiente (1973) causando furor entre el público femenino por su carisma, apariencia y su inusualmente potente juego, perdiendo ante el ídolo local Roger Taylor en cinco sets (7-5 en el quinto), desatando lo que denominó la prensa británica la “Borgmanía”.

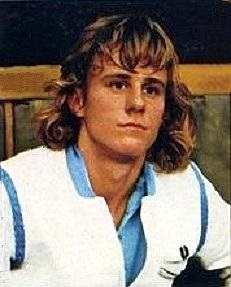
Borg en 1974.

En 1974, con 17 años y 6 meses, ganó su primer título profesional en Auckland, en la hierba neozelandesa (finales de 1973 y principios de 1974 fueron la única ocasión en que participó en la gira australiana), seguido del segundo, dos meses más tarde, en Londres, en el torneo en moqueta del circuito WCT al derrotar al británico Mark Cox en la final (ganaría también el título de dobles, haciendo pareja con Ove Bengston). Tres meses más tarde conseguiría su primer título importante al ganar el Abierto de Italia, que en aquellos años tenía el estatus de ser casi el quinto torneo de Grand Slam. Inmediatamente después de Roma se llevó (con 18 años recién cumplidos) su primer Grand Slam al conquistar En París su primer Roland Garros, al vencer en la final al español Manuel Orantes tras perder los 2 primeros sets y apabullarlo en los 3 siguientes por 2-6 6-7 6-0 6-1 6-1. Así se convertía en el jugador más joven en triunfar en el torneo francés (luego fue superado por Mats Wilander en 1982 y Michael Chang en 1989). Formando pareja de dobles con el argentino Guillermo Vilas alcanzaría en París también las semifinales de la prueba de dobles. Llega a Wimbledon como quinto cabeza de serie pero pierde en tres sets en tercera ronda ante el egipcio El Shafei. En Forest Hills (Us Open) entraría en liza como cuarto cabeza de serie pero pierde en segunda ronda con el hindú Vijay Amritraj en cinco sets. Ese año terminó con un total de 7 títulos en 4 superficies diferentes (5, si se considera a la arcilla americana o Har-tru distinta del polvo de ladrillo).
En 1975, defendió su título en Francia, partiendo en París como primer cabeza de serie, cediendo sólo un set en todo el evento (ante Adriano Panatta en semifinales) al vencer en la final de Roland Garros cómodamente al argentino Guillermo Vilas por 6-2 6-3 6-4, con quien nuevamente formó pareja de dobles llegando a las semifinales en el mismo evento. En Wimbledon llegaría nuevamente a cuartos de final y en el US Open, aún disputado ese año sobre la tierra har-tru de Forest Hills, como cabeza de serie 5 perdería en semifinales ante el número 1, Connors por un triple 7-5. Ese año se haría con otros 4 títulos más y alcanzaría la final del Masters (actuales ATP Finals) jugado en Estocolmo, donde perdería en sets corridos ante un inspiradísimo Ilie Năstase.
Para 1976, ya tenía en su poder dos Roland Garros y una Copa Davis. En Roland Garros, donde parte como cabeza de serie número uno, pierde sorpresivamente en cuartos con Adriano Panatta en cuatro sets (el único tenista capaz de vencerlo en Roland Garros), quien a la postre vencería en el torneo. Tras esa derrota, se propuso centrarse en conquistar el torneo de Wimbledon. Hasta ese momento no había pasado de cuartos de final en el torneo y muy pocos eran quienes creían que su juego de fondo se pudiera adaptar a la rápida hierba londinense (muchísimo más rápida que en la actualidad y con un bote mucho más
bajo y resbaladizo que hoy día). Borg practicó arduamente durante las dos semanas previas al torneo centrándose en mejorar su saque y la volea. Con esto, “El hombre de hielo”, que partía como cuarto cabeza de serie, barrió a todos los jugadores durante el torneo sin perder ningún set, arrollando a Guillermo Vilas en cuartos de final, siendo Roscoe Tanner el único jugador que le creó problemas en las semifinales, llegando así sin perder un set a la final para sorpresa de muchos, quizás algo favorecido por dos semanas muy calurosas que dejaron la hierba muy seca. Allí se encontró ante el favorito, el rumano Ilie Năstase, a quien también arrolló en 3 sets corridos por 6-4 6-2 y 9-7 consumando así el triunfo en el torneo sin ceder un solo set. Nastase diría: “Deberían mandarlo a otro planeta. Nosotros jugamos al tenis. El juega a otra cosa.” Así se convirtió (con 20 años y 1 mes) en el jugador más joven en la Era Abierta en conquistar Wimbledon, récord luego superado por Boris Becker, en 1985, con 17 años. Ese mismo año conquistaría otros 5 torneos y alcanzaría por primera vez la final del Abierto de Estados Unidos (jugado sobre canchas lentas) en la que perdió ante el local Jimmy Connors en 4 sets. Sus victorias más duras del torneo fueron en los octavos de final, ante Brian Gottfried, y los cuartos ante Manuel Orantes (campeón defensor), ambos en 5 sets.
En 1977, aumentó aún más su nivel. Consiguió 12 títulos en 13 finales. No jugó en Roland Garros por lesión y ser excluido por la FFT (Federación francesa de tenis) por haber participado en la bien pagada liga WTT (ocurrió en Roland Garros con numerosas figuras en aquella época, casos de Martina Navratilova, Chris Evert o Jimmy Connors) y defendió con éxito su título de Wimbledon, donde parte como segundo cabeza de serie por detrás de Connors, aunque esta vez resultó mucho más trabajoso para él. En el recuerdo quedan una increíble semifinal de 5 sets ante el talentoso estadounidense Vitas Gerulaitis (uno de sus mejores amigos en el tenis y con quien entrenaba frecuentemente), ganada por 8-6 en el último set y también una reñida final ante Jimmy Connors en 5 sets, en la que prevaleció el sueco. Dos meses más tarde alcanzaría por primera vez el n.º 1 del mundo, destronando las 160 semanas consecutivas de reinado del estadounidense Jimmy Connors, aunque solo se mantendría en el puesto por una semana. A fin de año alcanzó por segunda vez la final del Masters (actuales ATP Finals), esta vez en el Madison Square Garden de Nueva York, donde perdería ante Jimmy Connors.
Los dos años finales de los años 1970 y los primeros años 80 verían a Borg a su más alto nivel y con un abrumador dominio. Consiguió el doblete de Roland Garros y Wimbledon durante tres años consecutivos (1978, 1979, 1980), algo jamás logrado en la historia por nadie, ni siquiera durante dos años consecutivos (cabe destacar que en esa época la tierra batida era mucho más lenta que en la actualidad y la hierba mucho más rápida, habiendo, además, solo dos semanas entre ambos torneos, lo que añade aún mucho más mérito a esos tres dobletes consecutivos). Semejante proeza no se repetiría hasta que el español Rafael Nadal lo logró en 2008, venciendo en ambas finales al suizo Roger Federer. Un año después, en 2009, el suizo Roger Federer consigue realizar esta misma proeza, ganando en ambos torneos frente al sueco Robin Söderling y al estadounidense Andy Roddick respectivamente. En 2010, el español Rafael Nadal volvió a repetir el doblete, ganando en Roland Garros al sueco Robin Söderling y en Wimbledon al checo Tomáš Berdych. Novak Djokovic también consiguió el doblete en 2021 ganando en Roland Garros al griego Stéfanos Tsitsipás y en Wimbledon al italiano Matteo Berrettini. Solo un quinto jugador lo ha logrado en la Era Abierta: (Rod Laver en 1969).
En 1978, batió en la final de Roland Garros a quien había sido el rey de las canchas lentas durante el año anterior, Guillermo Vilas, arrollándolo en tres cómodos sets por 6-1 6-1 6-3. Borg ejerció un dominio demoledor y barrió a todos en el torneo sin perder ningún set, jugando 21 en total con 6 sets ganados por 6-0 y 7 por 6-1. En la semifinal ante el correoso italiano Corrado Barazzutti cedió un solo juego en todo el encuentro venciendo por 6-0 6-1 6-0. En su tercer conquista en Wimbledon de forma consecutiva tuvo algunos problemas en el primer partido (las primeras rondas en Wimbledon siempre le resultaron difíciles) ante el cañonero Víctor Amaya (5 sets) pero luego se enfiló exitosamente hacia la final donde derrotaría con claridad de nuevo a Connors, esta vez en 3 sets corridos por 6-2 6-2 6-3, sorprendiéndolo con una táctica de reveses cortados y bolas muy bajas que el estadounidense no supo contrarrestar. Ese año lograría 9 títulos en 10 finales. La única final perdida fue en el Abierto de Estados Unidos (en las nuevas y rapidísimas canchas de cemento de Flushing Meadows) otra vez bajo las luces de neón ante su archirrival Jimmy Connors con una lesión en el pulgar derecho que le hizo jugar mermado de facultades, escapándose de la mano incluso la raqueta en algún servicio por este motivo.

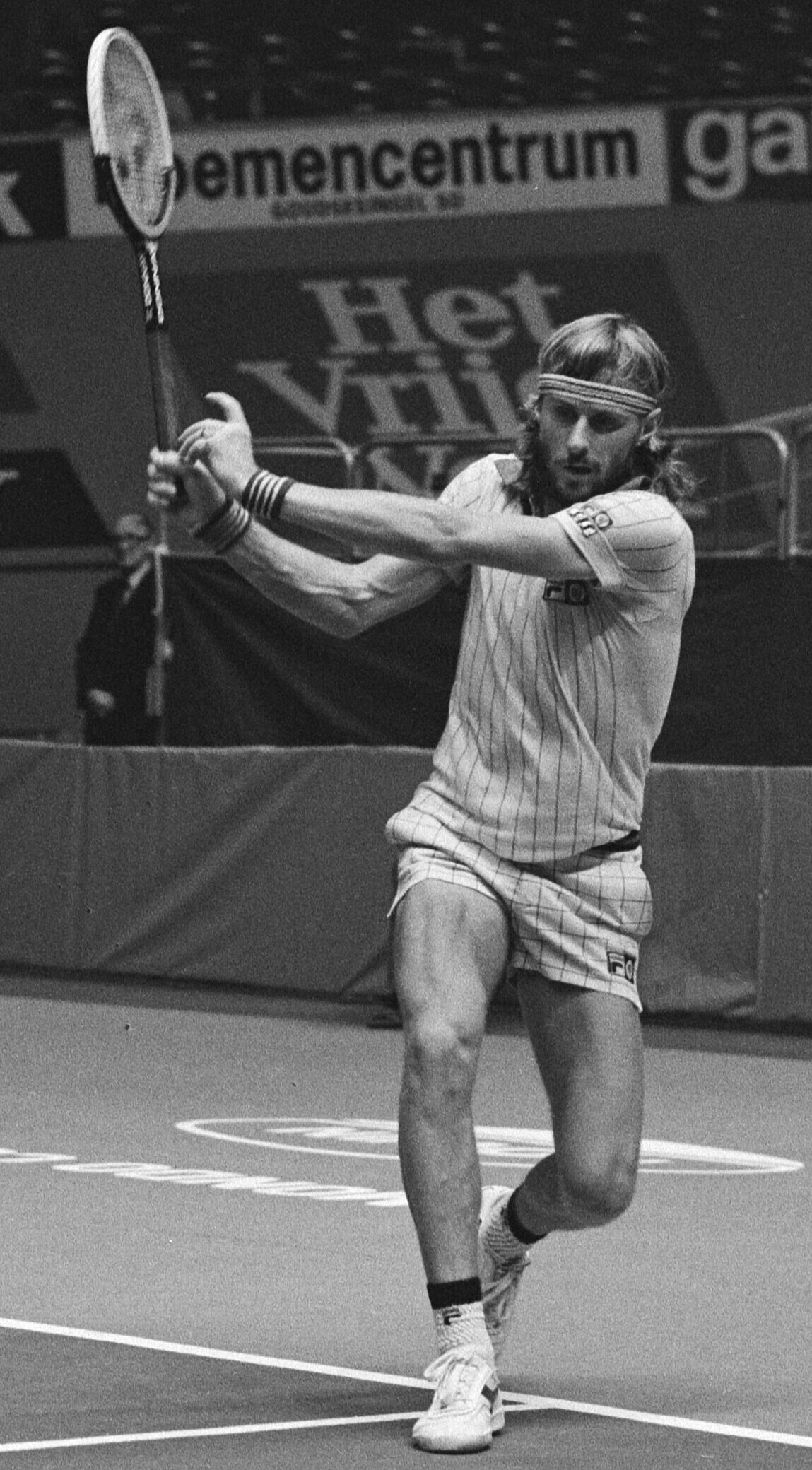
Borg jugando un revés a dos manos en el Torneo Mundial de Tenis ABN de 1979.

En 1979, defendió nuevamente su título en Roland Garros (derrotó al paraguayo Víctor Pecci en 4 sets, en la final) y conquistó su cuarto Wimbledon consecutivo. Después de superar fácilmente a Connors en las semifinales, Borg se encontró con el potente sacador estadounidense Roscoe Tanner a quien ganó en un durísimo partido a 5 sets. El propio Roscoe Tanner lo derrotó unas semanas más tarde en los cuartos de final del US Open, sirviendo a más de 250 km/h (kilómetros por hora) privándole una vez más del ansiado triunfo en Nueva York para intentar cerrar el Grand Slam. Este año, Borg reconquistaría el cetro de n.º 1 del mundo coronándose por primera vez como n.º 1 al final de la temporada. A principios de 1980 lograría su primer Masters (actuales ATP Finals) de fin de año (tras varias finales perdidas) al vencer en la final a Vitas Gerulaitis por 6-2 6-2 en la final en Nueva York tras una épica semifinal a tres sets ante John McEnroe. Ganó 13 títulos en 14 finales. Una temporada de ensueño.
Durante 1980, Borg mantuvo el n.º 1 del mundo, (excepto por 4 semanas en que la nueva joven estrella del tenis John McEnroe ocupó el puesto). Conquistaría su segundo título en el Súper Series de Las Vegas y su tercer título en el de Montecarlo. Borg volvió a hacer historia al conquistar su quinto Roland Garros (cuarto consecutivo) seguido de su quinto Wimbledon consecutivo. Su paso por el abierto francés fue nuevamente arrollador no cediendo ningún set en su camino al título y no permitiendo que ningún jugador le sacara más de 4 juegos por set con un promedio menor a 2 juegos perdidos por set en una dominancia total de la tierra batida parisina. En la final venció a Vitas Gerulaitis por 6-4 6-1 6-2. En Wimbledon, con una lesión de abdominales durante todo el torneo que le impedía sobre todo servir como acostumbraba, camino a la final cedería tan solo 2 sets y se encontraría en la final con John McEnroe, la joven estrella en pleno ascenso. La final fue una espectacular batalla entre dos jugadores de extrema calidad y caracteres y estilos opuestos y es hasta el día de hoy considerada por muchos como el mejor partido de tenis de la historia. Los medios de comunicación la bautizaron como “El partido del siglo”. El partido comenzó a favor de McEnroe quien se llevó el primer set por 6-1 a lo que Borg respondió llevándose los dos siguientes. El cuarto set fue de alto nivel y se llegó a la muerte súbita final en lo que podría haber sido la primera final de Wimbledon en definirse en una muerte súbita. En una increíble demostración de concentración y mente fría ambos jugadores no lograban sacarse ventaja. Borg hacía gala de sus passing shots y McEnroe demostraba su sutileza en la volea. Después de 5 match points a favor de Borg (uno salvado por McEnroe con ayuda de la red) y de 7 set points a favor de “Big Mac” (uno fallado con una volea relativamente fácil) el sueco dejó una volea en la red y se terminó la muerte súbita 18-16 a favor del estadounidense. A pesar de que muchos suponían en esto una inyección anímica importante en McEnroe y una frustración para Borg que inclinaban el partido hacia el lado de McEnroe, “el hombre de hielo” no se inmutó y salió a jugar con todo el apasionante quinto set que lo conquistó por 8-6. McEnroe se desquitó, un mes más tarde, al derrotarlo en la final del Abierto de Estados Unidos, también en 5 disputadísimos sets por 7-6(4), 6-1, 6-7(5), 5-7, 6-4. Su rivalidad con John McEnroe es considerada como una de las más grandes de la historia del tenis. Vencería nuevamente a McEnroe en noviembre, en la final del torneo de Estocolmo, que hasta ese momento se le había resistido (en semifinales de 1978 fue su primera derrota ante un jugador más joven que él, John McEnroe) por 6-3 y 6-4.
El sueco terminaría su segundo año consecutivo como n.º 1 del mundo y se coronaría por segunda vez en el Masters (actuales ATP Finals) de fin de año (disputado en enero de 1981) al vencer en una espectacular y potente final al checo Ivan Lendl por 6-4, 6-4, 6-2, tras haber superado en el camino a Connors y McEnroe, culminando de esta forma una temporada absolutamente extraordinaria.
En 1981, tras un inicio de año titubeante por las lesiones durante toda la primavera, que hicieron que prácticamente no jugase hasta el Open de Francia, Borg parecía enfilarse hacia su cuarto doblete consecutivo Roland Garros-Wimbledon.
En Francia, a pesar de llegar falto de rodaje, volvió a dominar con total autoridad hasta la final en donde se encontró de nuevo con esa joven estrella con un estilo muy similar al suyo, el checo Ivan Lendl, a quien derrotó en una gran final a 5 sets logrando su sexto título (cuarto consecutivo) por 6-1, 4-6, 6-2, 3-6, 6-1. La marca de 6 títulos en Roland Garros se mantuvo como un récord que se presumía insuperable hasta el 11 de junio de 2012 cuando fue superada por Rafael Nadal tras imponerse en la final al serbio Novak Đoković. El récord de cuatro victorias consecutivas en el torneo francés fue igualado también por Rafael Nadal en 2008 -de hecho, fue el propio Borg el que entregó el trofeo de campeón al tenista español-; y superado por Nadal también en 2014. En Wimbledon pasó algunos sofocones en su camino a la final, sobre todo en su memorable semifinal ante Connors, quien empezó arrollándolo en los dos primeros sets. Borg demostró una vez más su sangre fría y levantó el partido arrollando en los sets 4 y 5 (0-6 4-6 6-3 6-0 6-4) para poder librar una nueva batalla ante McEnroe en la final con la intención de conseguir su sexto título consecutivo. Allí ganó 6-4 el primer set, pero el talentoso estadounidense ganó los dos siguientes en tie-breaks y en el cuarto un nuevo 6-4 consumó la primera derrota de Borg en Wimbledon en los últimos seis años, estableciendo la marca, aún imbatida, de 41 partidos ganados de forma consecutiva en dicho torneo en la era abierta. Ese mismo mes de julio, vence en la Mercedes Cup de Stuttgart a Ivan Lendl en la final por 1-6, 7-6, 6-2, 6-4. Dos meses más tarde alcanzó su cuarta final de Abierto de Estados Unidos, venciendo nuevamente a Connors en una apabullante semifinal que él mismo considera uno de sus mejores partidos y cayendo de nuevo ante McEnroe bajo las luces de neón, esta vez con protección policial por unas amenazas de muerte recibidas el día anterior, también en 4 sets. Decepcionado, abandonó el estadio sin siquiera quedarse a la ceremonia de entrega de premios.
Ya nunca más volvería a participar en un torneo de Grand Slam. Solamente jugaría un torneo más ese año, el de Ginebra, en septiembre, en el que ganaría su último título ATP venciendo a Tomas Šmíd por 6-4, 6-3, no participando ya ni siquiera en el Masters (las actuales ATP Finals) que se jugaría en Nueva York en enero de 1982, en las que su amigo Vitas Gerulaitis ocupó la plaza que dejó vacante (llegando a la final). Este año 1981 cedió el n.º 1 de fin de año a manos de McEnroe. Estuvo un total de 109 semanas como n.º 1 del mundo.
Repasando los títulos oficiales (ATP) ganados en sus años de profesional: 1974 (8 títulos), 1975 (5 títulos), 1976 (7 títulos), 1977 (12 títulos), 1978 (9 títulos), 1979 (13 títulos), 1980 (9 títulos), 1981 (3 títulos), lo que hace un total de 66 (fuente ATP https://www.atptour.com/en/players/bjorn-borg/b058/titles-and-finals)
Indiscutiblemente, el Abierto de Estados Unidos fue la gran espina del sueco, estuvo muy cerca en 4 oportunidades, dos finales perdidas ante Connors y dos ante McEnroe, no concretando la victoria final en ninguna de ellas a pesar de que en 1980 disputó una apretada y espectacular final a 5 sets. Una de las causas por las que nunca llegó a ganarlo fueron las luces de neón que lo molestaban en las sesiones nocturnas. Fue el eslabón que le falló tres años consecutivos, de 1978 a 1980 en su intento de completar el Grand Slam.
En el Abierto de Australia, participó tan solo una vez, en 1973, con tan solo 17 años, no volviendo a jugarlo más. Esto era lo habitual entre las grandes estrellas de la época, que no lo jugaron de forma regular hasta que en 1983 pasó a jugarse en enero y con ello comenzaron a incluirlo en su calendario al pasar de ser el último torneo de Grand Slam a ser el primero, permitiendo tener unos días en Navidad antes de emprender el largo viaje a Australia. La hierba de Australia, más lenta, se adaptaba mucho mejor a su juego y a probablemente habría tenido grandes resultados allí de haber jugado. Vilas, uno de los pocos top que fueron, ganó dos títulos en la hierba australiana con un estilo de juego muy similar. De hecho, Borg obtuvo su primer título profesional precisamente en la hierba de Auckland a principios de 1974.
Los intensos años pasados desde su juventud en el tour, su exigente estilo de juego y su extrema exposición y presión mediática le produjeron falta de motivación. La situación se agravó así con las dos grandes finales perdidas en 1981 y los problemas surgidos con la ITF y la ATP, con quienes no coincidía en la cantidad mínima de torneos a jugar en el año al querer reducir su número de torneos para 1982. Le exigían jugar un mínimo de 10 torneos para poder entrar directo en el cuadro final, incluso de los Grand Slam, a pesar de su historial y en esos momentos aún estar en el número 4 del ranking ATP. Al no aceptar esa imposición, jugó las fases previas en Las Vegas y Montecarlo, donde perdió en cuartos de final con Yannick Noah debido a su falta de ritmo de competición, siendo esos los dos únicos torneos oficiales del año en que participó. Björn Borg sorprendió y conmocionó al mundo del tenis al anunciar en ese momento su retirada definitiva del tenis con tan solo 26 años para esa misma temporada (1982), cuando todavía se encontraba en perfecta forma y su nivel estaba en lo más alto. Jugó numerosas competiciones no ATP en las que derrotó a todos los mejores del momento, incluyendo a Connors, Lendl, McEnroe, Vilas o Gerulaitis durante ese año y el siguiente. Aunque su retirada se materializó en 1982, en realidad fue en 1981 (con 25 años), tras el torneo en Ginebra, cuando dejó de formar parte de forma continua del ATP Tour.
Terminó así de forma prematura una deslumbrante carrera que, de haber seguido en activo, con seguridad podría haber sido aún mucho más exitosa. Con 11 títulos de Grand Slam, a solo uno del récord que entonces tenía Roy Emerson (12), Björn Borg dejó un increíble legado a las siguientes generaciones, cambiando el totalmente el juego y siendo considerado el padre del tenis moderno.
Como sobre él dijo Arthur Ashe en un famoso artículo de Sports Illustrated, para hacerse una idea de la grandeza que en aquellos momentos representaba (no solo en el plano deportivo sino también como personaje publicitario, mediático y enormemente reconocido y conocido en todos los ámbitos en el mundo), en aquellos años sus récords o el reto de completar el Grand Slam no tenían para él un valor especial: “I think Björn could have won the US Open. I think he could have won the Grand Slam. But by the time he left, the historical challenge didn’t mean anything. He was bigger than the game. He was like Elvis or Liz Taylor or somebody.He'd lost touch with the real world ” https://sports.jrank.org/pages/552/Borg-Bjorn-Retired-at-Age-26.html
Head to Head con los principales rivales de la época:
- vs Jimmy Connors 15:8
- vs Guillermo Vilas 17:5
- vs Vitas Gerulaitis 16:0
- vs Ilie Nastase 10:5
- vs John McEnroe 7:7
- vs Arthur Ashe 7:7
- vs Ivan Lendl 6:2
- vs Rod Laver 5:2

## Estilo de juego
Borg, prototipo de tenista completo, jugó durante toda su carrera como un sólido jugador de fondo de la pista. Sus potentes golpes desde el fondo de cancha con enorme carga de topspin, y sus precisos "passing shots" lo convirtieron en el primer jugador exitoso en emplear ese tipo de juego, extraño, inusual y revolucionario en aquellos días pero que ha quedado como el utilizado habitualmente por los jugadores actuales, como por ejemplo Rafael Nadal.
Aunque no fue el primer jugador en golpear el revés a dos manos sí que sería el primero con éxito haciéndolo (junto con Connors) y sí que sería el primero que golpeó un revés a dos manos con un swing muy largo y una tremenda carga de liftado.
Su juego de fondo era muy seguro y agresivo por la potencia, peso y profundidad de sus tiros, que erraba en contadas ocasiones.
Borg era diestro y tenía un estilo y un tipo de juego nada ortodoxos, como lo era su extraño revés a dos manos y su potente y explosiva derecha liftada golpeada frontalmente (en aquellos años no era habitual) con los que construyó un demoledor juego de fondo basado en un golpe liftado exagerado y excesivo.
El origen de ese estilo poco ortodoxo nació en parte de la ausencia de entrenador durante sus comienzos en el tenis ya que aprendió entrenándose solo jugando horas contra la puerta del garaje de su casa y su revés a dos manos (soltando tras el impacto la mano izquierda) provenía de la postura que usaba jugando al hockey. Sus dos entrenadores, primero Percy Rosberg y luego Lennart Bergelin, quien lo acompañó ya durante toda su carrera, decidieron acertadamente no modificar ese estilo).
Sus golpes de fondo, con un swing muy largo, eran muy seguros (prácticamente no fallaba) y potentes, con una enorme carga de liftado (inusual en la época) que le hacían imponer un ritmo de juego rapidísimo, muy difícil de seguir para sus rivales, a los que agotaba sin piedad, moviéndolos de lado a lado, a base de largos intercambios con un ritmo elevadísimo y una potencia y altura de bote inusuales para la época y las raquetas empleadas (él utilizaba raquetas de madera muy pesadas (415 gramos) y una altísima tensión de encordado, superior a los 30 kilogramos (88 libras eran su tensión habitual en Nueva York, por ejemplo, lo que son unos 39 kg....) para poder tener mucho control con raquetas tan rígidas y de tamiz tan pequeño y ese estilo de juego tan violento, lo que hacía que el sonido de su golpe fuese muy agudo y que las cuerdas muchas veces rompiesen ellas solas por la noche en la habitación del hotel por esa tensión tan bestial).
Las raquetas eran fabricadas especialmente para él por el artesano José Thiry en Couvin (Bélgica), en la factoría Donnay. Fabricaba cada año dos series de 400, fuertemente reforzadas para resistir esas tensiones, de las que elegía las 25 mejores y las dejaba secar bajo un estricto control 6 meses. Esas serían las de uso personal de Borg, que era extraordinariamente meticuloso y exigente con su herramienta de trabajo e incluso hizo viajar a Thiry a algún torneo para solucionar problemas acaecidos en la madera por el clima o la humedad (detectaba los más mínimos cambios de peso por estos motivos) como relatan en su libro “Donnay La Légende”, publicado en 2013, Michel Guilluy y Louis Maraite. El modelo más famoso, el que empleó en sus últimos años, a partir de 1980, el “Borg Pro” venía marcado en el lateral con la palabra “Personal Model” bajo el logo de la marca, poniendo de manifiesto que eran modelos especialmente fabricados para él.
Además, tenía una increíble velocidad, anticipación y rapidez de piernas y una condición atlética extraordinaria, lo que le permitía llegar a bolas casi perdidas o imposibles y aguantar durante horas el tremendo y agotador ritmo de juego que imponía sin acusar el desgaste ni desfallecer (él ha llegado a manifestar que jamás llegó a cansarse en sus largos y duros partidos a cinco sets), producto de un físico privilegiado y de sus estrictas y extensas sesiones de entrenamiento físico, además del tenístico. Sus entrenamientos tenísticos diarios solían ser del orden de las cinco horas (a las que se sumaba el físico).
Se le considera el padre del tenis moderno, al imponer ese estilo de veloz y potente juego de fondo basado en golpes con una fuerte carga de golpe liftado tanto de derecha como de revés a dos manos, al estilo clásico que imperaba hasta entonces, de empuñadura continental y juego plano y revés predominantemente cortado.
Revolucionó el estilo de juego, que sigue vigente hasta la actualidad. Él y Guillermo Vilas (aunque este golpeaba el revés a una mano) fueron los jugadores que implantaron ese juego liftado, potente, veloz, pesado y muy físico que ya quedó como el predominante hasta hoy en día.
Para poder desenvolverse mejor sobre la hierba de Wimbledon y las pistas rápidas (en aquellos años tanto las de hierba como las rápidas eran mucho más rápidas que en la actualidad y la tierra batida mucho más lenta) mejoró notablemente su servicio con un ligero cambio en la posición de los pies y en el movimiento (llegando a tener un saque muy potente, seguro, colocado y efectivo), llegando también a tener una volea aceptablemente efectiva con la que definía certeramente en sus escasas subidas a la red.
Su resto (normalmente golpeado muy lejos de la línea de fondo debido a su largo swing y posible por a esa distancia por su enorme anticipación) fue, junto con el de Connors, el mejor de su época y fue parte importante de la base de sus victorias en pistas rápidas (en aquellos años eran mucho más rápidas que en la actualidad) ante grandes sacadores.
Su actitud tranquila, plenamente concentrada, imperturbable, calmada, hierática y carente de muestra de expresiones de emoción, tanto en los puntos ganados como en los perdidos, con el marcador a favor o en contra, le valieron el sobrenombre de “El hombre de hielo” o "Iceborg" en alusión a los icebergs de los mares helados. Borg nunca perdía la compostura y las desventajas en el tanteador parecían no provocarle ningún golpe anímico y desconcertaban a sus rivales, por lo que era usual verlo recuperarse de situaciones aparentemente ventajosas para el rival protagonizando algunas remontadas sorprendentes.
Fue el primer jugador que comenzó a viajar con un entrenador permanentemente, el extenista y excapitán sueco de Copa Davis Lennart Bergelin, que lo acompañaría desde sus inicios hasta su retirada y sería quien forjó su carácter, actitud mental y solidez de juego.

## Copa Davis
Como se mencionó, Borg tuvo su debut triunfal en Copa Davis en 1972, con tan solo 15 años, ante un jugador de fuste (Onny Parun, número 9 del mundo). Ese año participó en 2 series ganando dos partidos de individuales, perdiendo otros dos y perdiendo los dos partidos de dobles junto a Ove Bengtson.
Al año siguiente ganó tres partidos de individuales y uno de dobles y perdió en la que sería su última derrota en individuales en la Copa Davis ante el español Manuel Orantes. Al final de su carrera, Borg poseía una serie de 33 victorias consecutivas en individuales, un récord más que mantiene vigente en la actualidad (33 victorias consecutivas entre mayo de 1973 y junio de 1980, con un total de 40 victorias y 3 derrotas desde su debut en 1972 en las 21 eliminatorias en las que participó).
En 1974, Suecia alcanzó las semifinales de la zona europea pero perdió ante Italia en Bastad a pesar de las victorias en los individuales de Borg.
En 1975, Björn lideró a Suecia a su primera ensaladera de plata de la historia. Después de ganar las primeras 4 series de visitante ante Polonia, Alemania Federal, Unión Soviética y España, y de locales ante Chile, Suecia jugó la final contra Checoslovaquia en Estocolmo sobre moqueta y gracias a las victorias de Borg ante Jiří Hřebec y Jan Kodeš y en el dobles junto a Ove Bengtson, Suecia triunfó por 3-2. Para ese entonces Borg llevaba 19 victorias consecutivas en individuales, lo cual ya era un récord.
En 1976 y 1977 Suecia no superó la fase de grupos Europea en que estaba encuadrada, perdiendo en ambas ediciones contra Italia (que llegaría a la final en 1977) a pesar de las victorias de Borg en las eliminatorias en que participó.
En 1978, Suecia alcanzó las semifinales ante Estados Unidos pero las victorias de Borg ante Arthur Ashe y Vitas Gerulaitis no alcanzaron para llevarse la serie.
En los años siguientes Borg logró 5 victorias en individuales y solo una derrota en dobles, pero la falta de un compañero de jerarquía le impidieron a Suecia alzarse con una nueva ensaladera.
Paradójicamente, inmediatamente después del retiro de Borg, Suecia tuvo una generación de excelentes jugadores de tenis surgidos de la popularidad del tenis en el país debido a sus victorias, como serían Mats Wilander, Stefan Edberg, Joakim Nyström, Henrik Sundstrom o Anders Järryd que le permitieron alzarse con la Copa 3 veces más en los años 1980 y ser junto a USA el gran dominador de la competición en la década.

## Después de la retirada

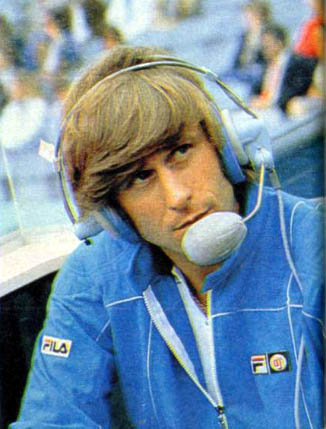
Borg como comentarista deportivo en el Abierto de Francia de 1983.

Tras su torneo de despedida, ya retirado, en Montecarlo 1983, donde ganó al argentino José Luis Clerc (un top ten en esos momentos) en primera ronda para caer en segunda en tres sets ante Henri Leconte (su próximo partido hubiera sido ante la emergente nueva estrella sueca Mats Wilander, situación que quería evitar, por lo quería que ese encuentro con Leconte fuese el final oficial) en el que se le hizo un homenaje en el que era su club de tenis (oficialmente residía en Mónaco), Borg retornó fugazmente en 1984 (por motivos publicitarios) para jugar el torneo de Stuttgart, donde caería nuevamente ante el francés Henri Leconte en el único partido disputado. De forma esporádica participó en alguna exhibición obligado también por los contratos y compromisos publicitarios que aún tenía en vigor (ropa Fila, calzado Diadora y raquetas Donnay, además de numerosas otras marcas de todo tipo de productos ajenos al tenis) pero su presencia era muy esporádica y sin continuidad alguna.

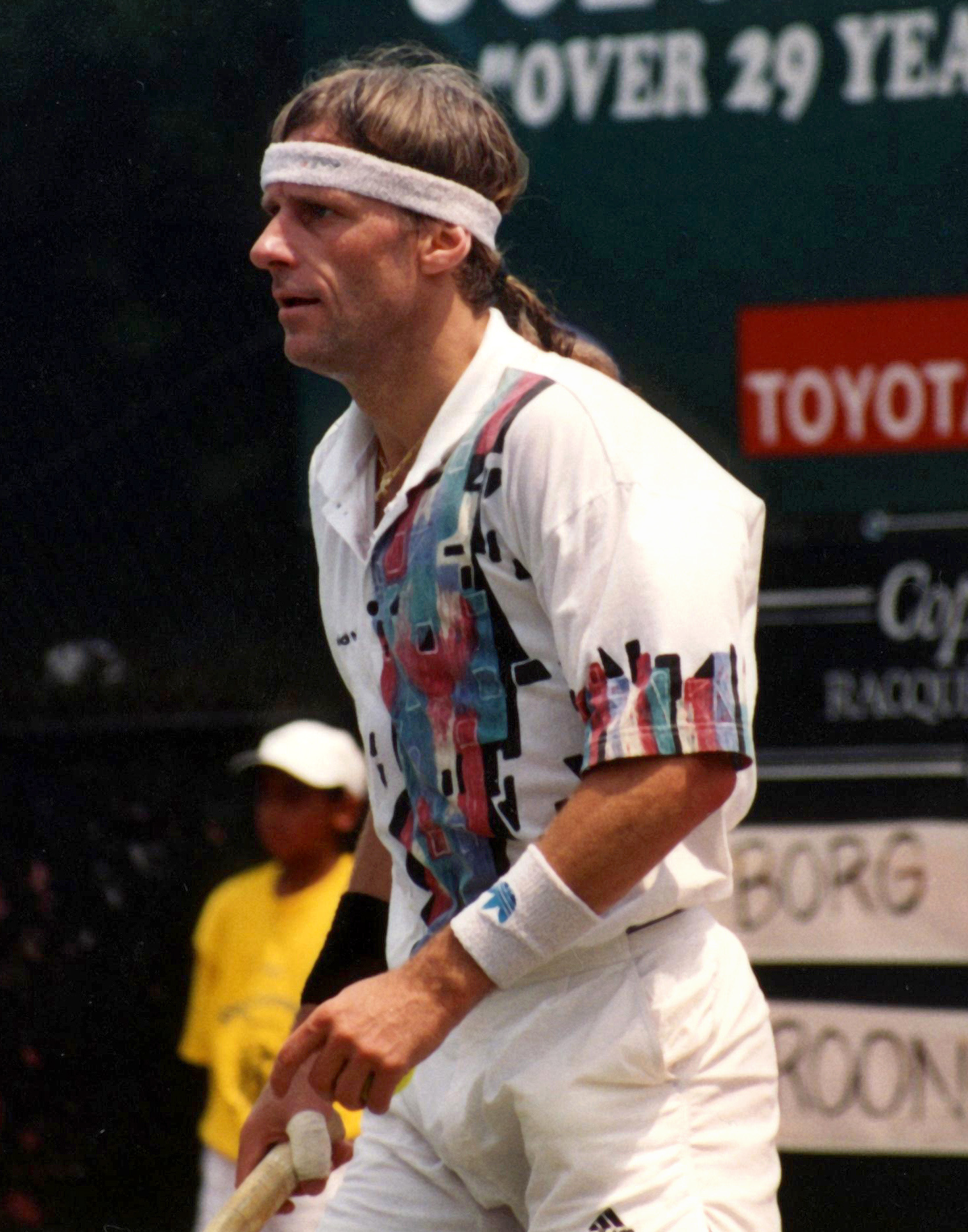
Borg en 1991.

En 1991, con 36 años, apremiado por unas supuestas dificultades financieras tras el fracaso de la marca de ropa que llevaba su nombre, problemas personales y al vacío que la ausencia de tenis había dejado en su vida, intentó un regreso al tour profesional para demostrarse a sí mismo que aún era capaz de jugar al más alto nivel. Eligió para su reaparición nuevamente el Open de Montecarlo, con una presencia mediática tremenda para ser testigos de la reaparición de un mito de su importancia. Sus intensos entrenamientos con las estrellas del momento (especialmente con Boris Becker) causaron una tremenda expectación y hacían tener esperanzas de que el comeback fuese un éxito.
Fue un fracaso rotundo, intentando jugar con las antiguas y obsoletas raquetas de madera, sin Lennart Bergelin y sin ritmo de competición tras diez años inactivo no ganó un solo partido en los torneos en los que decidió participar de forma más o menos esporádica por invitación de la organización. En ese primer partido en Mónaco cayó ante el español Jordi Arrese en dos sets sin tener opciones en ningún momento de inquietar a su rival. Jugó invitado con wild cards algunos torneos menores más (Roland Garros y Wimbledon lo tentaron con wild cards también pero no las aceptó) para tratar de entrar en ritmo de competición pero no lo consiguió. Lo más cerca que estuvo de ganar fue en 1993 cuando forzó al ruso Alexander Volkov a 3 sets en el torneo de Moscú pero perdió la muerte súbita final por 9-7. Después de este partido abandonó la idea y se retiró definitivamente del circuito profesional dedicándose a jugar unos años, de forma a veces esporádica y otras un poco más regular en el ATP Senior Tour of Champions, ya con raquetas modernas, deleitando al público con sus renovados duelos ante sus grandes rivales de siempre: John McEnroe, Jimmy Connors y Guillermo Vilas o Johan Kriek, Andrés Gómez, Yannick Noah o Henri Leconte e incluso más jóvenes como Mats Wilander o Sergi Bruguera. Si bien, su estilo de juego, muy basado en el físico y en la velocidad y anticipación, en esas edades ya no marcaba tanto la diferencia como en sus años de absoluta dominancia del mundo del tenis sería suficiente para vencer en numerosos torneos y en un Máster de fin de año antes de dejar de formar parte del circuito a finales de la primera década de los años 2000.
Como anécdota, en marzo de 2006, la casa de subastas londinense Bonhams Auction anunció que subastaría los trofeos de Wimbledon de Borg y dos de sus raquetas ganadoras. Muchos jugadores lo llamaron para hacerlo reconsiderar pero fue su amigo John McEnroe (su rivalidad derivó en una estrecha amistad y mutua admiración) quien finalmente lo convenció para que reconsiderase la decisión y readquiriera sus trofeos, con una llamada desde New York en la que le recriminó: “¿Qué te pasa?, ¿te has vuelto loco?” puesto que parece que la motivación simplemente era trasladar sus trofeos a sus fanes alegando que él tenía bastante con el recuerdo de lo vivido.
En la actualidad, su marca de ropa y artículos deportivos, que lleva su nombre, goza de una extraordinaria salud y tras unos comienzos en los que causaba furor en los países nórdicos y los Países Bajos se vende en todo el mundo con éxito cada vez más creciente (especialmente su línea de ropa interior).

## Reconocimiento público y honores
Junto a Jimmy Connors y John McEnroe, Borg fue el principal artífice de llevar al tenis a niveles de popularidad desconocidos hasta ese momento, en cierto modo gracias a la rivalidad existente entre ellos y a su poderosa y magnética imagen. Eran las estrellas del rock en el mundo del tenis, como se les denominaba. Su popularidad, especialmente entre el público femenino fue inmensa llevando en su momento a las autoridades londinenses en Wimbledon a pedir a los colegios femeninos de la zona a que controlaran a sus alumnas mientras jugaba el sueco del cabello dorado.
Durante su esplendor, Borg se convirtió en una inmensa estrella mundial, que aparecía en todas las revistas y cuya popularidad trascendía ampliamente el mundo del tenis. Cuando en 1980 se casó con la tenista rumana Mariana Simionescu la boda se convirtió en el mayor evento social del año. Para ese entonces ganaba mucho más dinero por publicidad y asuntos no relacionadas con el tenis, que por sus victorias, siendo de largo el deportista mejor pagado de su época y pionero en ser gestionado por una agencia (la poderosa IMG de Mark McCormack que se convertiría gracias a él y a sus contratos en el grupo más importante a nivel mundial, gestionando también a numerosos otros deportistas e incluso al Papa).
Después de su primer retiro, a Borg se le atribuyó un ritmo de vida con presuntos abusos de drogas, nunca confirmados de forma fehaciente y un presunto intento de suicidio (negado por él, que declaró que fue una intoxicación alimentaria que motivó que tuviese que someterse a un lavado de estómago) en el marco de la tumultuosa relación con su segunda esposa, la extravagante y polémica cantante italiana Loredana Bertè, antigua esposa del tenista Adriano Panatta. El fracaso en esos años de la marca de ropa “Björn Borg Design Group” le acarreó importantes problemas financieros.
En el plano personal, tras casarse con la tenista rumana Mariana Simionescu en julio de 1980 (se conocieron en Roland Garros 1976 y desde ese momento permanecieron juntos) se divorció de ella en 1984, teniendo a continuación una relación y un primer hijo (Robin Borg) con la modelo sueca Jannicke Björling antes de contraer un corto y tumultuoso matrimonio en 1989 con la polémica y escandalosa cantante de rock italiana Loredana Berté, de la que se divorciaría en 1993. Tras algunas otras relaciones, en 2006 volvería a contraer matrimonio, en esta ocasión con la agente inmobiliaria de Estocolmo Patricia Östfeldt, con la que sigue casado y ha tenido un segundo hijo (Leo Borg, también tenista).
Borg fue introducido al Salón de la Fama del Tenis Internacional de Newport en 1987, tomando posesión de su membresía en 1988 por problemas de agenda el año anterior.
Durante años ha ejercido como embajador turístico de su país, aprovechando su popularidad, imagen y reconocimiento en todo el
mundo.
Los propios atletas suecos lo nombraron recientemente “Deportista sueco del siglo XX”. Borg fue homenajeado, entre otras muchas cosas, con una estatua en su país natal, donde sigue siendo un personaje (el sueco más famoso en todo el mundo, como le dicen en su país) muy reconocido y con una poderosa imagen. Junto con el esquiador Ingemar Stenmark y el grupo ABBA fue el estandarte de su país en los 1970 y 1980.
Diversas publicaciones especializadas lo han incluido dentro de los más grandes tenistas de la historia. La revista TENNIS, la más destacada del rubro, lo ubicó dentro de los 10 mejores de la historia y los cinco mejores jugadores/as de la Era Abierta. La revista de deportes norteamericana más importante “Sports Illustrated” lo ubicó segundo dentro de los más grandes tenistas de la historia detrás de Pete Sampras, basándose en el número de torneos de Grand Slam logrados (si bien es una comparación relativa al haberse retirado muy joven y a no jugarse por parte de los grandes el Open de Australia en aquellos años).
El prestigioso diario deportivo francés L’Equipe lo ubicó en 2019 2.º dentro de los tenistas más grandes de la historia detrás de Rod Laver y 13.º dentro de los deportistas del siglo. El tenista Jack Kramer, creador del tenis profesional, en su momento lo incluyó en su lista (sin orden) de los 21 mejores jugadores de la historia.
Casi unánimemente está considerado entre los cinco mejores de la historia junto a Laver, Federer, Nadal, y Djokovic o Sampras, con independencia del orden, variable dentro del grupo en función del autor.[cita requerida]
Lo que es indudable es su enorme aportación en la transformación del juego y convirtiendo al tenis en un deporte enormemente popular tras sus memorables duelos con Connors, McEnroe o Vilas y en un deporte enormemente interesante a nivel publicitario (él era el deportista mejor pagado en su época en este aspecto, promocionando todo tipo de productos totalmente ajenos al tenis con su poderosa imagen y magnetismo) y televisivo e incluso a nivel estilístico y estético. Es por ello que se le considera el padre del tenis moderno.
Dentro de sus logros deportivos destacarán por siempre, el haber logrado todos sus títulos (64) incluyendo los 11 de Grand Slam, y 2 Master Cup, más el haber sido finalista 24 veces (incluyendo 5 Grand Slam y 2 Masters Cup) en una carrera profesional de tan solo nueve años (con actividad continua, sin tomar en cuenta sus breves, fugaces e infructuosos intentos de retomar su nivel anterior en 1991 a los 36 años) mientras que en comparación con los rivales de su época Connors logró todos sus trofeos en una carrera profesional de 24 años, Vilas en 23, Lendl, Laver@ y Nastase en 16, Gerulaitis en 15, McEnroe en 14 y Ashe en 11.
Adicionalmente, en comparación con otros grandes jugadores destacados en la historia cabe apuntar que Federer y Nadal los lograron en 23 años de carrera, Djokovic 22, Agassi 20, Emerson, Becker y Sampras 15; y Don Budge en 13. Otros notables como Andy Murray en 19 y Thomas Muster en 14.
Por otra parte desde 2017 hasta 2024 fue capitán del equipo de Europa en la Laver Cup, llevando al equipo de Europa al triunfo en 2017, 2018, 2019, 2021 y 2024 (en 2020 no se disputó debido a la pandemia COVID19).
Su segundo hijo, Leo Borg, (fruto de su tercer matrimonio, con Patricia Östfeldt), está comenzando una carrera como tenista profesional sin que Bjorn quiera involucrarse en su carrera para no perjudicarlo con la presencia mediática que aún hoy suscita allá a donde va y evitar comparaciones.
En 2017 se estrenó una película comercial de producción sueca: “Borg vs McEnroe” que retrataba los caracteres tan diferentes de Borg y McEnroe y el origen de los mismos y centra los acontecimientos en la mítica final de Wimbledon de 1980. La película fue un éxito de crítica y público. Cabe reseñar que en esa película el segundo hijo de Björn, Leo Borg lo interpreta en las imágenes de infancia.

## Vida privada
El 24 de julio de 1980, en la ciudad de Bucarest, Borg se casó con Mariana Simionescu, tenista rumana que había pedido asilo en Estados Unidos y con quien estuvo en pareja desde junio de 1976. Se habían conocido en agosto de 1975, presentados, casualmente, por Helena Anliot, por aquel entonces novia del sueco y amiga de Mariana. Como curiosidad, el vestido de la novia estuvo a cargo de Guy Laroche.

## Clasificación histórica
| Torneo                  | 1973 | 1974 | 1975 | 1976 | 1977 | 1978 | 1979 | 1980 | 1981 | Títulos    | G-P        | %          |
| ----------------------- | ---- | ---- | ---- | ---- | ---- | ---- | ---- | ---- | ---- | ---------- | ---------- | ---------- |
| Grand Slams             |      |      |      |      |      |      |      |      |      |            |            |            |
| Australian Open         | -    | 3R   | -    | -    | -    | -    | -    | -    | -    | 0 / 1      | 1–1        | 50.00      |
| Roland Garros           | 4R   | G    | G    | CF   | -    | G    | G    | G    | G    | 6 / 8      | 49–2       | 96.08      |
| Wimbledon               | CF   | 3R   | CF   | G    | G    | G    | G    | G    | F    | 5 / 9      | 51–4       | 92.73      |
| US Open                 | 4R   | 2R   | SF   | F    | 4R   | F    | CF   | F    | F    | 0 / 9      | 40–9       | 81.63      |
| Total G-P               | 10-3 | 11–4 | 16–2 | 17–2 | 10–1 | 20–1 | 18–1 | 20–1 | 19–2 | 11 / 27    | 141–16     | 89.81      |
| Master Grand Prix       | -    | RR   | F    | -    | F    | -    | G    | G    | -    | 2 / 5      | 16–6       | 68.18      |
| Total G-P               | 0-0  | 1-2  | 3-2  | 0-0  | 3-1  | 0-0  | 5-0  | 4-1  | 0-0  | 2 / 5      | 16-6       | 68.18      |
| Grand Prix Super Series |      |      |      |      |      |      |      |      |      |            |            |            |
| Las Vegas               | -    | -    | -    | -    | -    | -    | G    | G    | -    | 2 / 2      | 10-0       | 100        |
| Montecarlo              | F    | -    | CF   | CF   | G    | -    | G    | G    | 1R   | 3 / 11     | 24-8       | 75         |
| Roma                    | 1R   | G    | CF   | -    | -    | G    | -    | -    | -    | 2 / 3      | 15-1       | 94         |
| Boston                  | -    | G    | G    | G    | -    | ND   | ND   | ND   | ND   | 3 / 3      | 18-0       | 100        |
| Canadá                  | CF   | CF   | 3R   | ND   | ND   | -    | G    | F    | -    | 1 / 5      | 19-4       | 83         |
| Estocolmo               | F    | SF   | SF   | CF   | -    | SF   | -    | G    | ND   | 1 / 8      | 26-7       | 79         |
| Estadísticas            |      |      |      |      |      |      |      |      |      |            |            |            |
|                         | 1973 | 1974 | 1975 | 1976 | 1977 | 1978 | 1979 | 1980 | 1981 | Totales    | Totales    | Totales    |
| Ranking                 | 18   | 3    | 3    | 2    | 3    | 2    | 1    | 1    | 4    | $3,655,751 | $3,655,751 | $3,655,751 |